# Помпейский дом

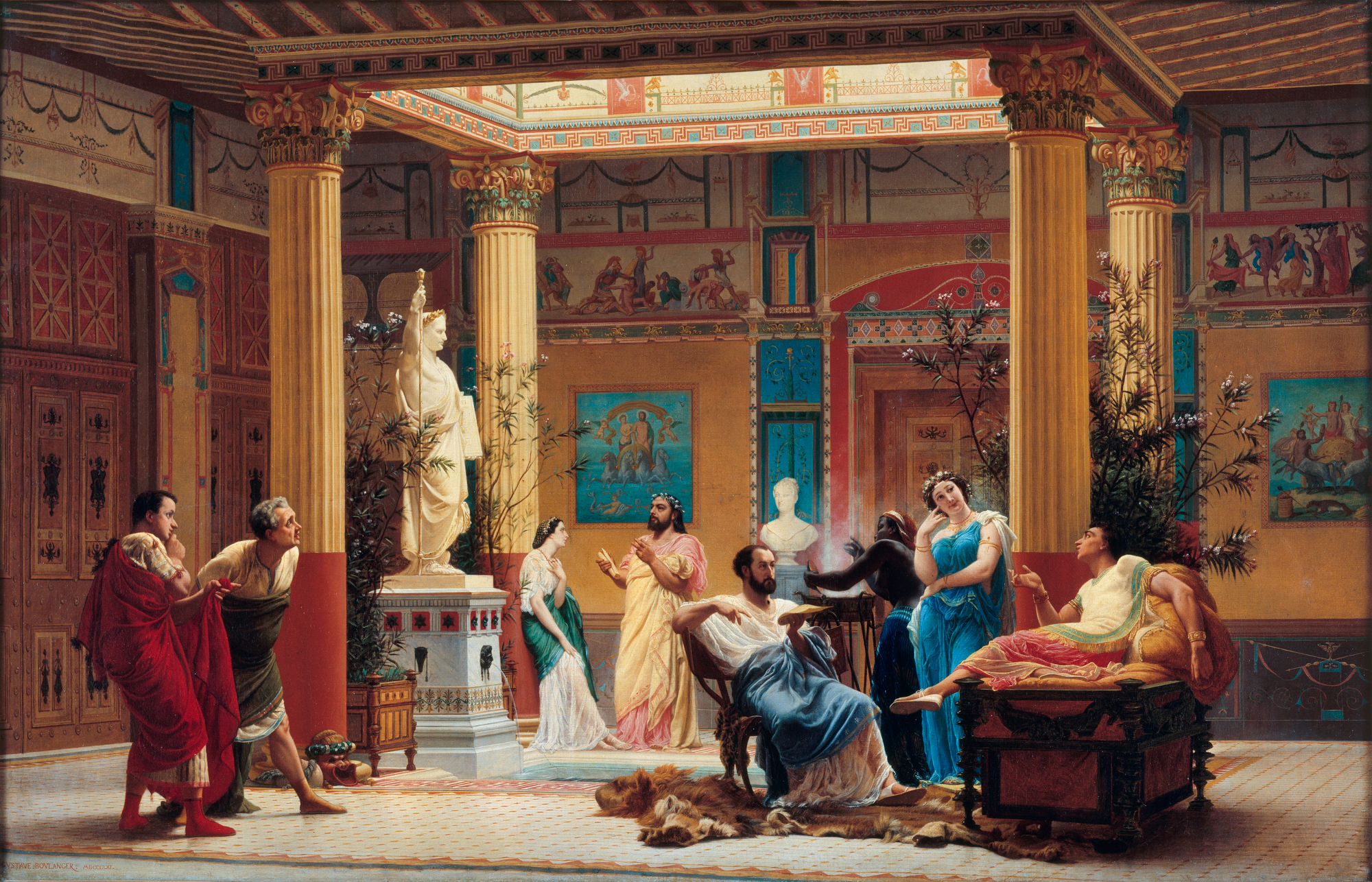
Г. Буланже. Репетиция спектаклей «La Femme de Diomède» Т. Готье и «Le Joueur de flute» (Э. Оже) в Помпейском доме для принца Жерома Наполеона. 1861. Холст, масло. Музей Орсе, Париж

Помпейский дом, Помпеянум (нем. Pompejanum) — памятник архитектуры и декоративно-прикладного искусства периода историзма. Копия древнеримской виллы из Помпей. Построена в Ашаффенбурге (Бавария) в 1840—1848 годах по заказу баварского короля Людвига I по проекту архитектора Фридриха фон Гертнера.
Здание Помпеянума расположено на высоком берегу р. Майн в окрестностях Ашаффенбурга и представляет собой копию «Дома Диоскуров» (Casa dei Dioscuri) в Помпеях (Южная Италия), знаменитого своими росписями в «третьем» и «четвёртом» помпейских стилях. Название дома происходит от изображения Диоскуров: Кастора и Поллукса, обнаруженного на стене при входе в дом в Помпеях.
«Дом Диоскуров» в Помпеях — классический образец древнеримского дома с атриумом и имплювием (водоёмом), окружённым двенадцатью колоннами. Настенные росписи на мифологические сюжеты находились на стенах комнат по обе стороны от таблинума. Большинство из них были отделены и хранятся в Археологическом музее в Неаполе и в Британском музее в Лондоне.
Помпеянум в Ашаффенбурге по проекту Ф. фон Гертнера строил архитектор Карл Луи. Здание не предназначалось для королевской загородной резиденции, оно было призвано служить иллюстрацией эстетической программы короля Людвига I по просвещению Баварии и приобщения её жителей к наследию античного искусства.
В отличие от оригинала на втором этаже Помпеянума добавили смотровой павильон (королевскую комнату) с портиком. По соображениям климата атриум перекрыт световым фонарём. Здание имеет минимум окон, свет в комнаты проникает через два внутренних двора. Приёмная и гостевые комнаты, кухня и столовая расположены на первом этаже вокруг двух внутренних дворов, атриума с водным бассейном и сада в задней части дома. К главному фасаду пристроен бельведер с двускатной крышей. Остальные части здания имеют плоские перекрытия.
Мозаики пола и росписи, в которых доминируют красный, белый, оранжевый и жёлтый цвета выполнены немецкими художниками Кристофом Фридрихом Нильсоном, Йозефом Шлоттауэром и Йозефом Шварцманном. Скульптурные украшения выполнял Мартин фон Вагнер.
В 1944 году Помпеянум был превращён в руины англо-американской бомбардировкой. В 1960 году началось восстановление памятника. С 1994 года в здании действует музей, в который в качестве экспонатов из фондов Государственной коллекции древностей и глиптотек в Мюнхене перенесли оригинальные древнеримские произведения искусства: мраморные статуи и бюсты, мебель, изделия из бронзы, два редких мраморных трона.
Рядом с «Помпейским домом» сохранился небольшой виноградник. Вино «Помпеи» подают в исключительных случаях на приёмах городской администрации.
Мода на «помпейские дома» в середине и второй половине XIX века распространилась во многих странах Западной Европы в связи с идеологией историзма и увлечениями «помпейским стилем» в архитектуре, оформлении жилого интерьера и мебели. Известностью пользовался «Помпеянум», построенный по проекту архитектора А.-Н. Нормана в 1858—1860 годах для императора Наполеона III в Париже (не сохранился). В доме устраивали представления — «сцены из античной жизни», устраивали приёмы, «актёры читали монологи в римских тогах, возлежа за столами в триклиниях».
Сцены в помпейских домах изображали живописцы «помпейского стиля», или ориентализма, в частности Жан-Огюст Доминик Энгр, Александр Кабанель, Уильям Бугро, Шарль Барг, Луиджи Муссини, Лоуренс Альма-Тадема, Степан Бакалович, Гюстав Буланже, Жозеф Куман.

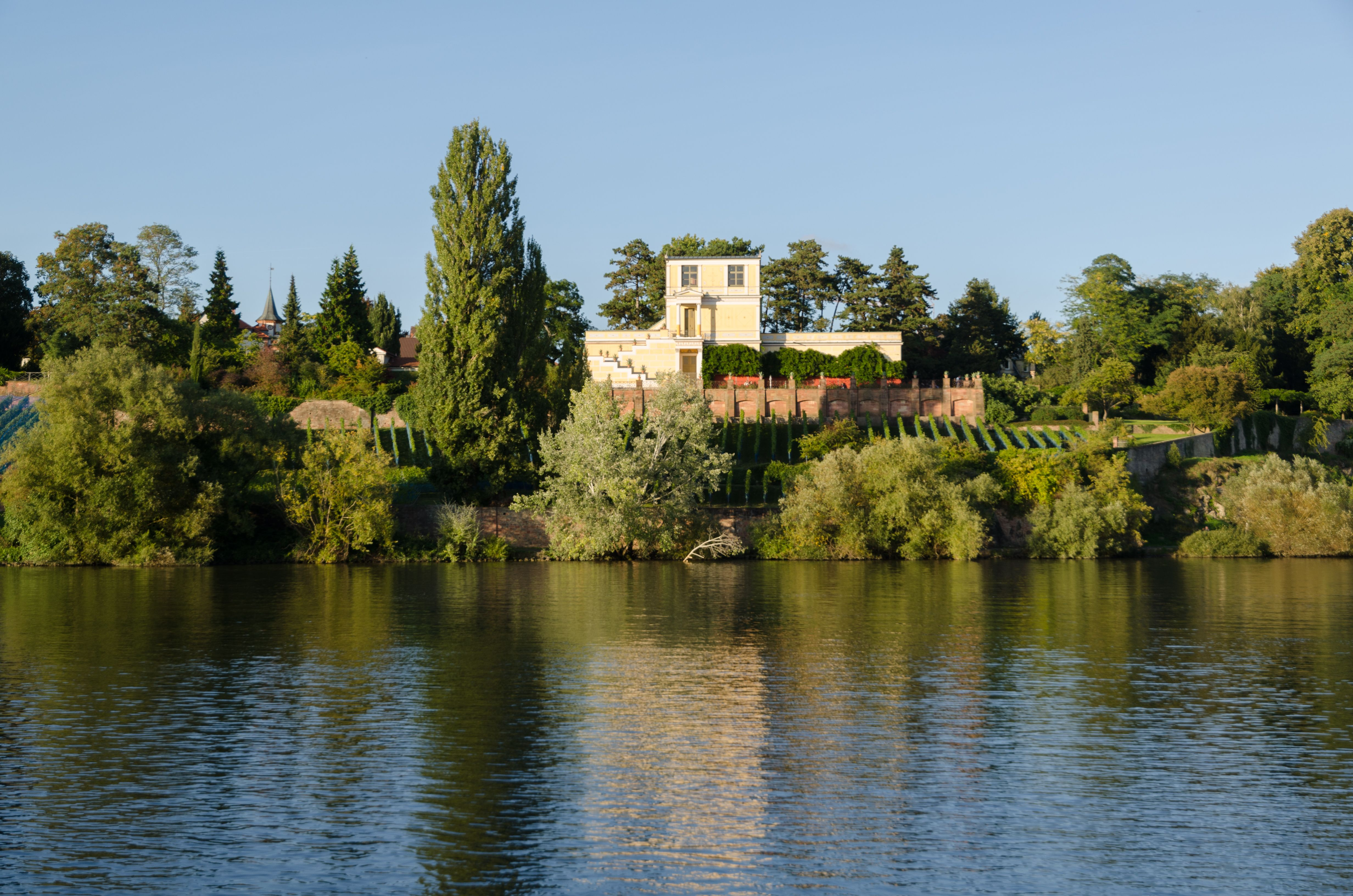
Помпеянум. Вид с реки Майн
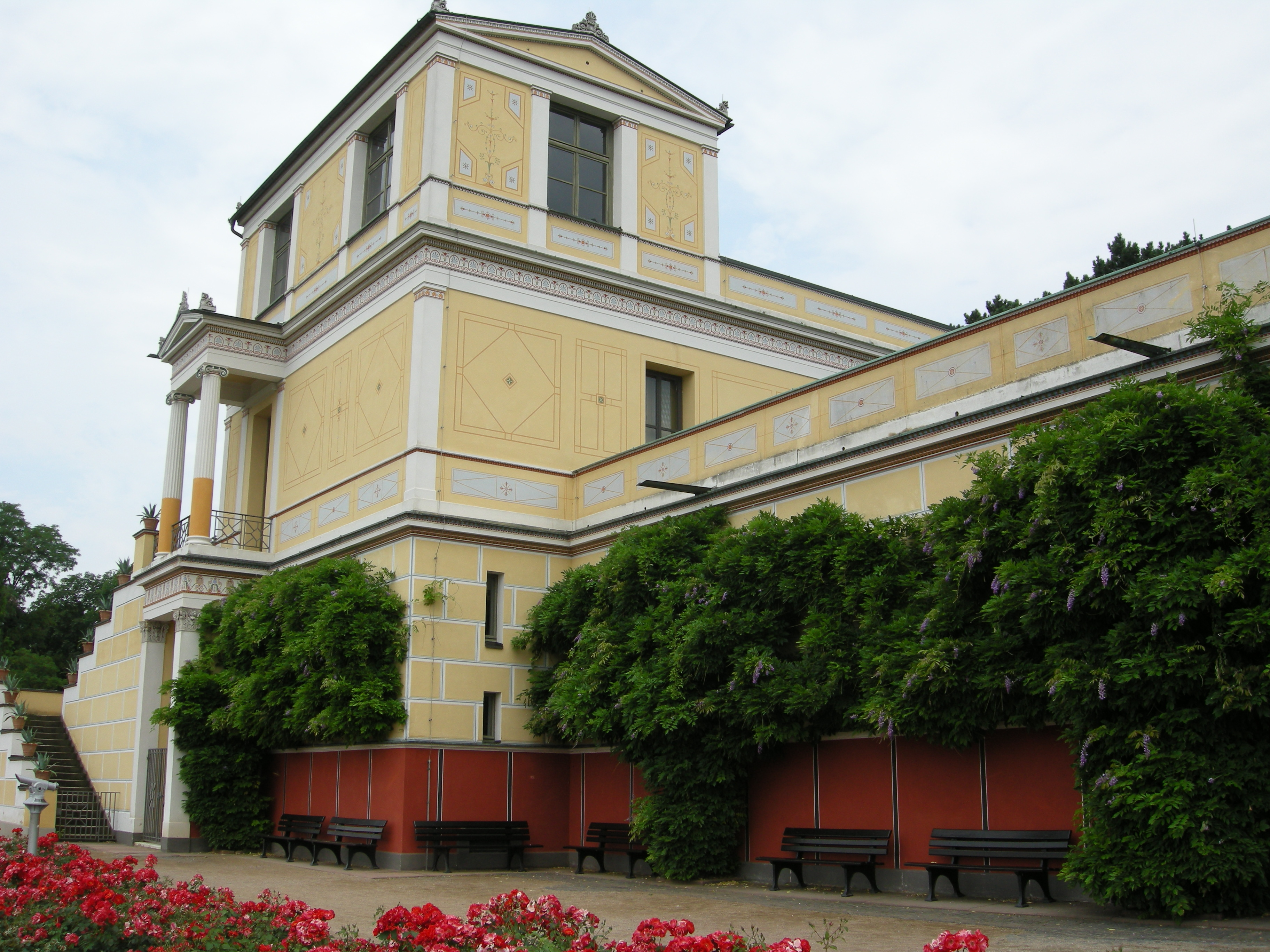
Вид с юго-востока
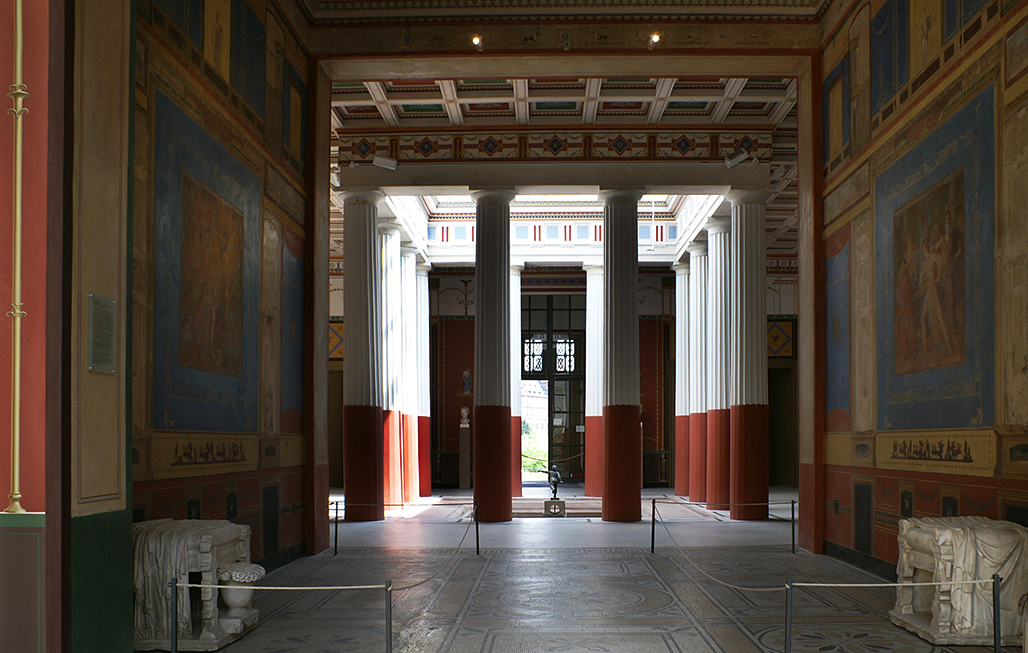
Перспектива интерьера
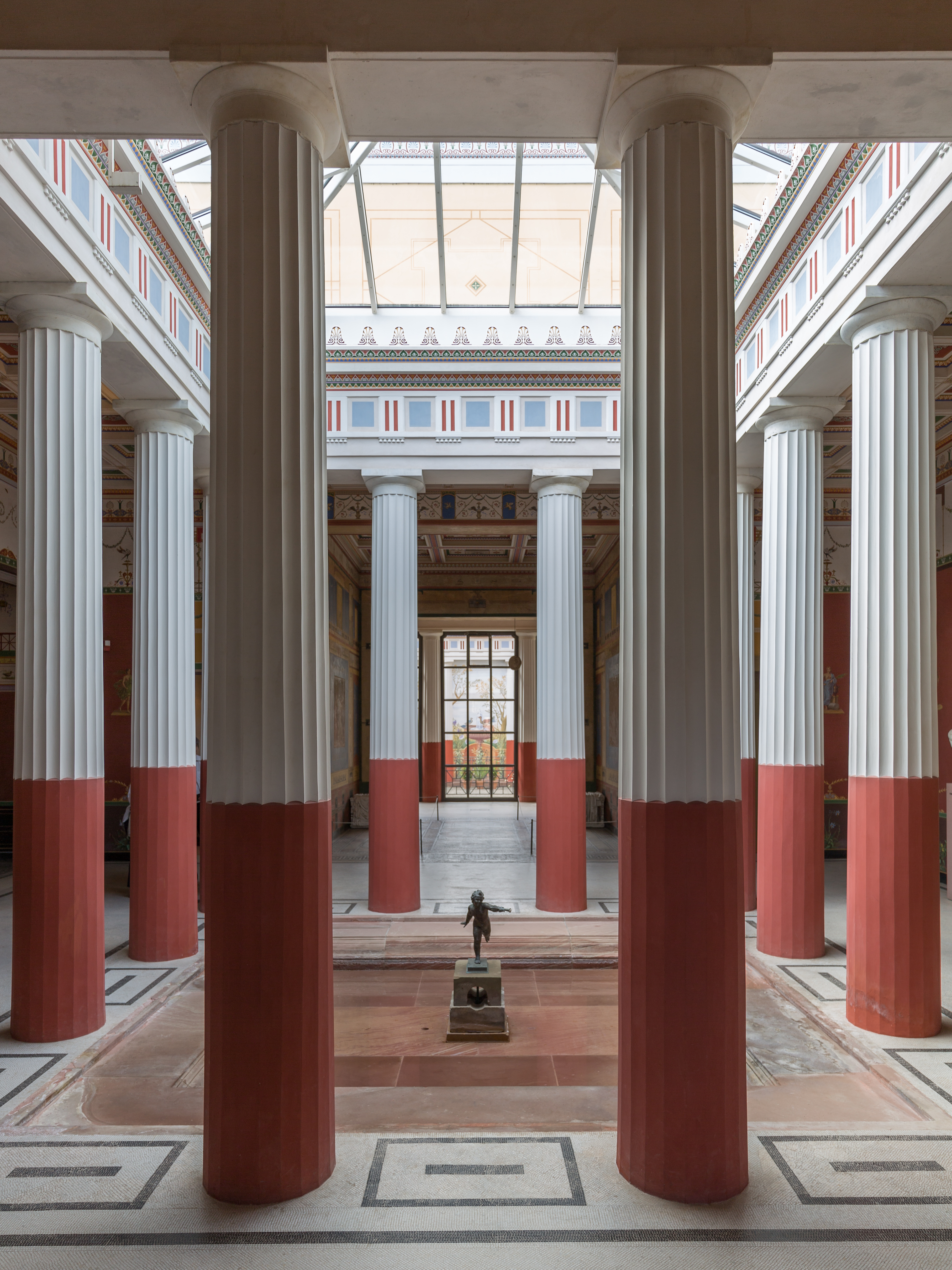
Атриум
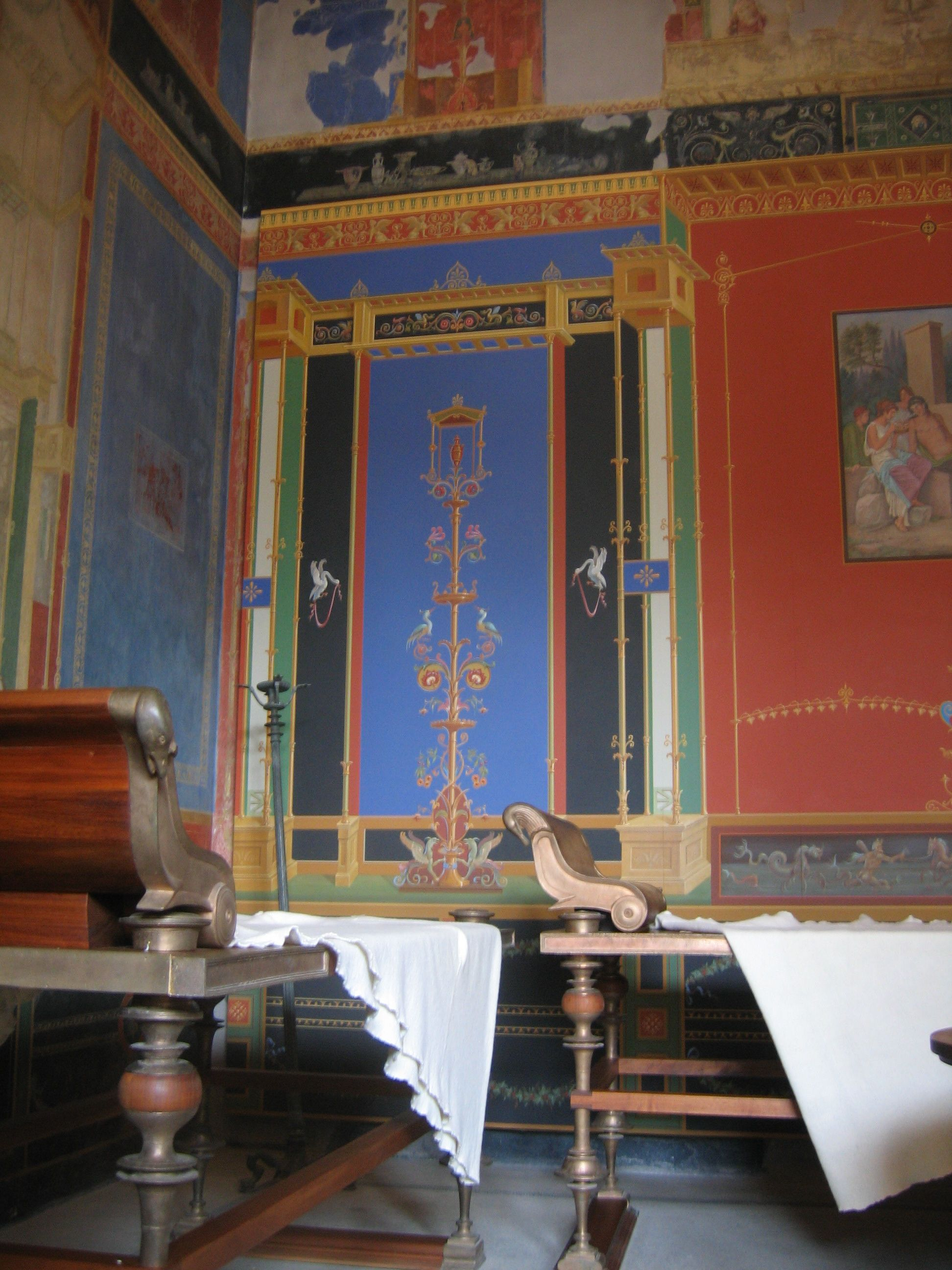
Таблинум
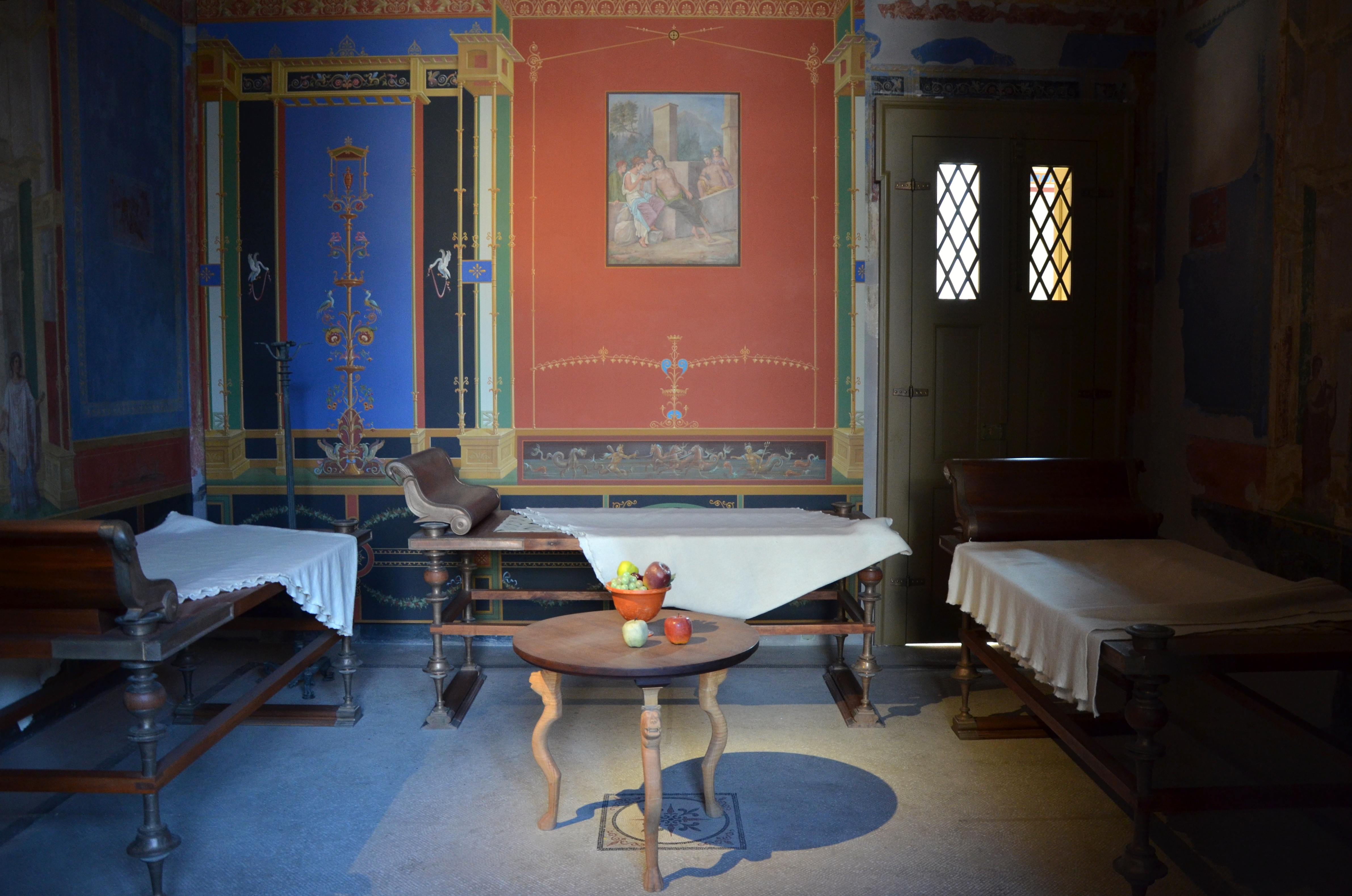
Триклиниум
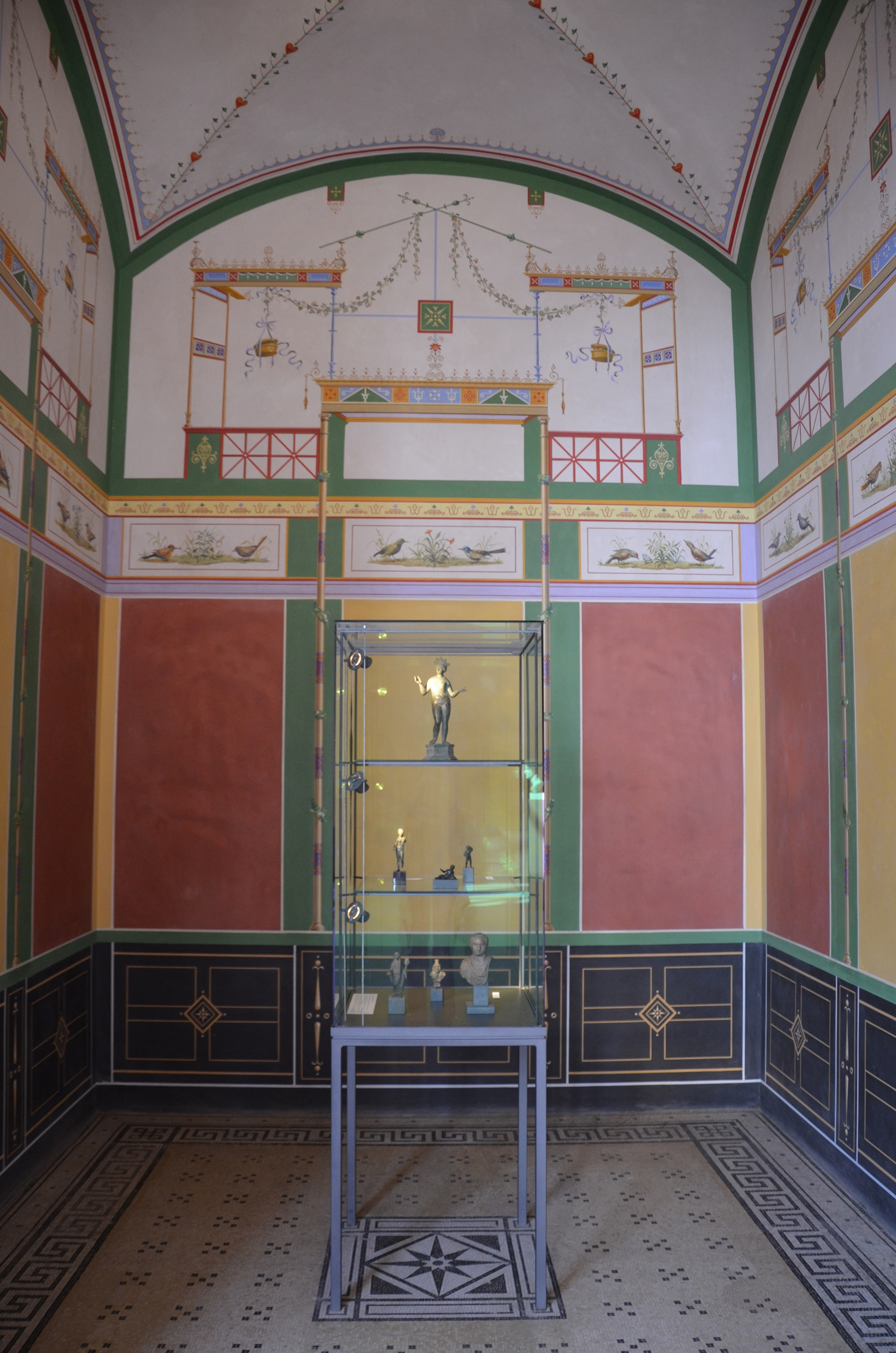
Сакрариум
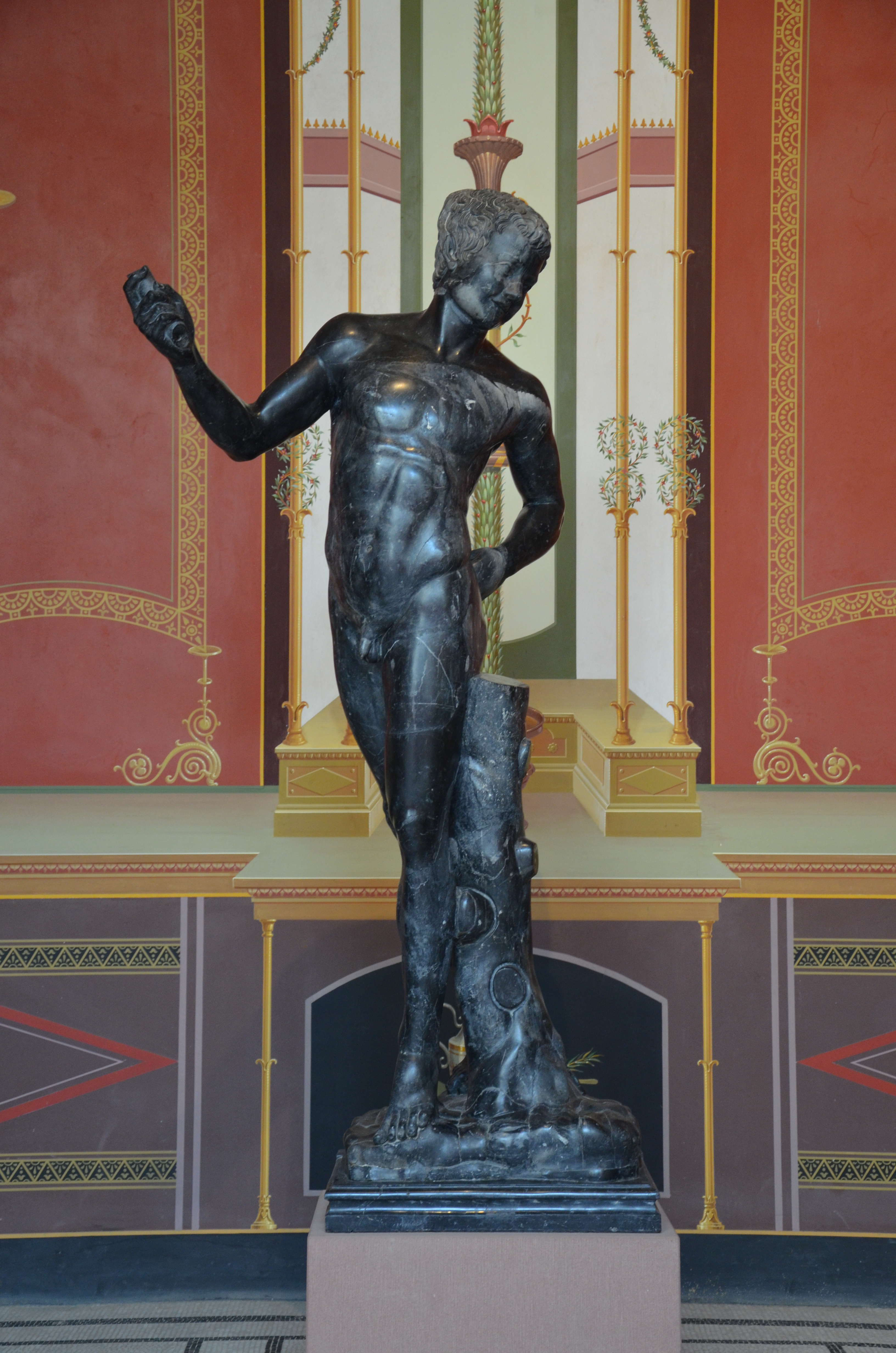
Скульптура танцующего сатира
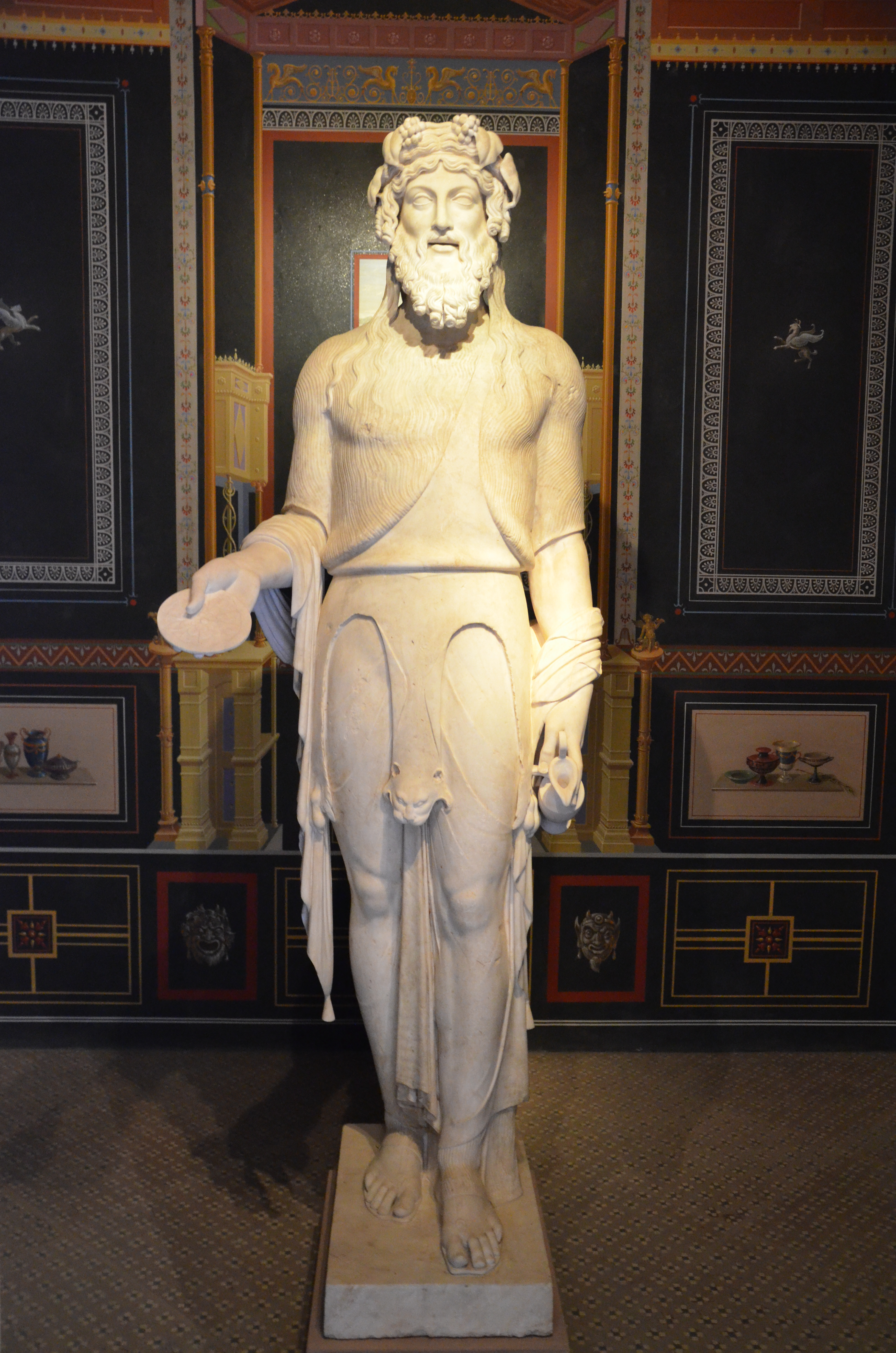
Статуя Бахуса
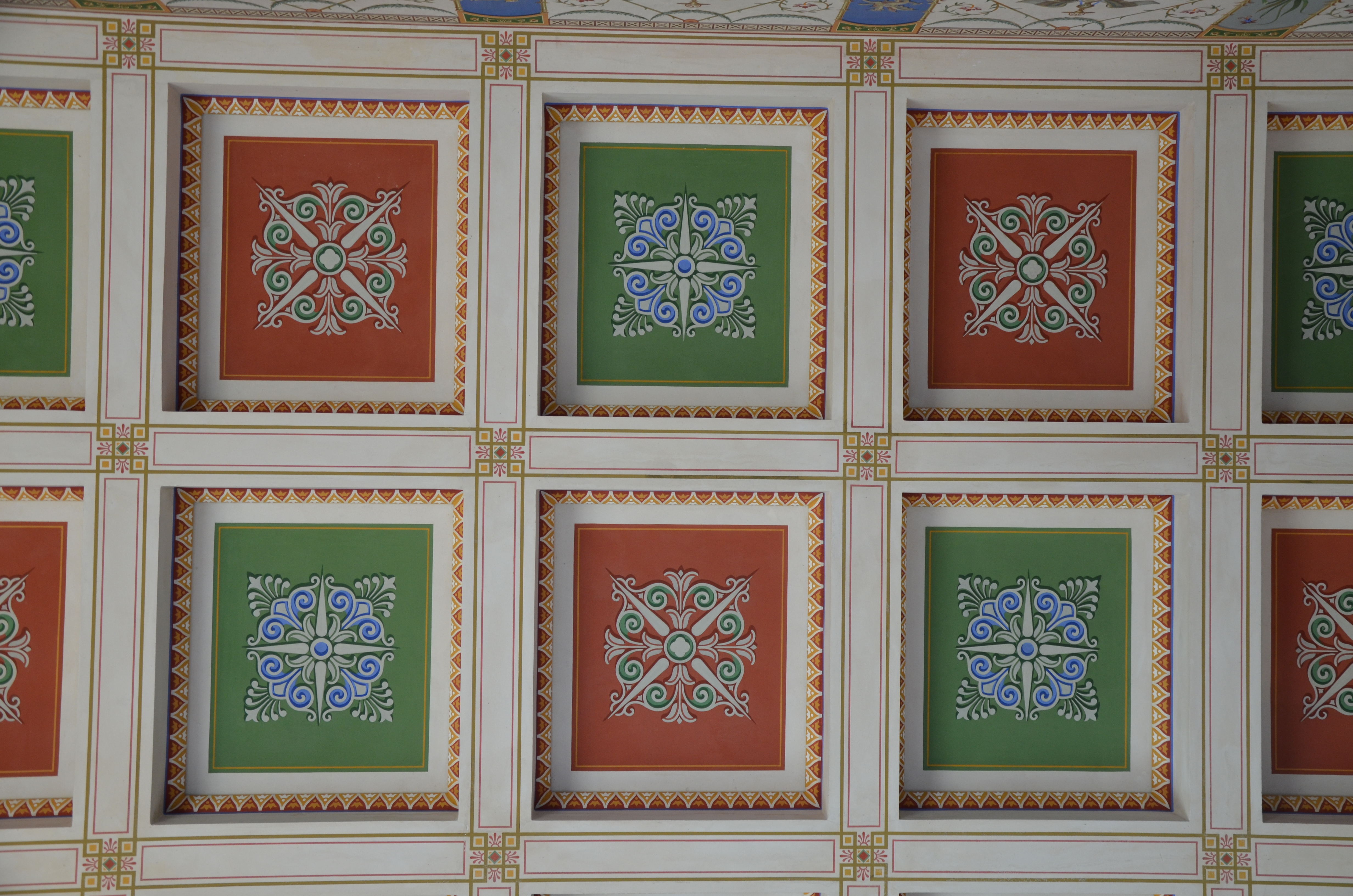
Роспись потолка